# 19 Armia (III Rzesza)
19 Armia (niem. 19. Armee) – jedna z niemieckich armii z czasów II wojny światowej. 
Utworzona w sierpniu 1943 roku z przemianowania Grupy Armijnej Felber (LXXXIII KA). Walczyła na zachodzie, początkowo w składzie Grupy Armii D, następnie G.

## Dowódcy armii
- generał piechoty Georg von Sodenstern (sierpień 1943 - czerwiec 1944)
- generał piechoty Friedrich Wiese (czerwiec-grudzień 1944)
- generał piechoty Siegfried Rasp (grudzień 1944 - luty 1945)
- generał piechoty Hermann Förtsch (luty 1945)
- generał piechoty Hans von Obstfelder (marzec 1945)
- generał wojsk pancernych Erich Brandenberger (marzec-maj 1945)

## Struktura organizacyjna
Jednostki armijne532 Armijny Pułk Łączności
Skład w listopadzie 1944
- LXIII Korpus Armijny
- LXXXX Korpus Armijny
- LXIV Korpus Armijny

Skład w marcu 1945
- XVIII Korpus SS
- LXIV Korpus Armijny